# 1974-1975シーズンのNBA
1974-1975シーズンのNBAは、NBAの29回目のシーズンである。

## シーズン前

### ドラフト
ドラフトではビル・ウォルトンがポートランド・トレイルブレイザーズから全体1位指名を受けている。ほか、ボビー・ジョーンズ、スコット・ウェドマン、キャンピー・ラッセル、ジャマール・ウィルクス、ブライアン・ウィンターズ、モーリス・ルーカスらが指名を受けている。

### その他
- 新たにニューオーリンズ・ジャズ（後のユタ・ジャズ）が加わり、チーム数は18となる。
- キャピタル・ブレッツはワシントン・ブレッツに改称する。
- シーズンオフを利用して日本で初めてNBAの試合が行われる。NBAとABAによるオールスターゲームと銘打たれたが、来日した選手は各チームのベンチメンバーだった。エキシビションゲームが3試合行われた。

## シーズン

### オールスター
- 開催日：1月14日
- 開催地：フェニックス
- オールスターゲーム　イースト 108－102 ウエスト
- MVP：ウォルト・フレイジャー　（ニューヨーク・ニックス）

### イースタン・カンファレンス
| チーム                   | 勝 | 負 | 勝率 | ゲーム差 |
| ------------------------ | -- | -- | ---- | -------- |
| ボストン・セルティックス | 60 | 22 | .732 | -        |
| バッファロー・ブレーブス | 49 | 33 | .598 | 11       |
| ニューヨーク・ニックス   | 40 | 42 | .488 | 20       |
| フィラデルフィア・76ers  | 34 | 48 | .415 | 26       |

| チーム                         | 勝 | 負 | 勝率 | ゲーム差 |
| ------------------------------ | -- | -- | ---- | -------- |
| ワシントン・ブレッツ           | 60 | 22 | .732 | -        |
| ヒューストン・ロケッツ         | 41 | 41 | .500 | 19       |
| クリーブランド・キャバリアーズ | 40 | 42 | .488 | 20       |
| アトランタ・ホークス           | 31 | 51 | .378 | 29       |
| ニューオーリンズ・ジャズ       | 23 | 59 | .280 | 37       |

### ウエスタン・カンファレンス
| チーム                          | 勝 | 負 | 勝率 | ゲーム差 |
| ------------------------------- | -- | -- | ---- | -------- |
| シカゴ・ブルズ                  | 47 | 35 | .573 | -        |
| カンザスシティ=オマハ・キングス | 44 | 38 | .537 | 3        |
| デトロイト・ピストンズ          | 40 | 42 | .488 | 7        |
| ミルウォーキー・バックス        | 38 | 44 | .463 | 9        |

| チーム                             | 勝 | 負 | 勝率 | ゲーム差 |
| ---------------------------------- | -- | -- | ---- | -------- |
| ゴールデンステート・ウォリアーズ   | 48 | 34 | .585 | -        |
| シアトル・スーパーソニックス       | 43 | 39 | .524 | 5        |
| ポートランド・トレイルブレイザーズ | 38 | 44 | .463 | 10       |
| フェニックス・サンズ               | 32 | 50 | .390 | 16       |
| ロサンゼルス・レイカーズ           | 30 | 52 | .366 | 18       |

### スタッツリーダー
| 部門       | 選手                           | チーム                           | AVG  |
| ---------- | ------------------------------ | -------------------------------- | ---- |
| 得点       | ボブ・マカドゥー               | バッファロー・ブレーブス         | 34.5 |
| リバウンド | ウェス・アンセルド             | ワシントン・ブレッツ             | 14.8 |
| アシスト   | ケビン・ポーター               | ワシントン・ブレッツ             | 8.0  |
| スティール | リック・バリー                 | ゴールデンステート・ウォリアーズ | 2.9  |
| ブロック   | カリーム・アブドゥル＝ジャバー | ミルウォーキー・バックス         | 3.3  |
| FG%        | ドン・ネルソン                 | ボストン・セルティックス         | .539 |
| FT%        | リック・バリー                 | ゴールデンステート・ウォリアーズ | .904 |

### 各賞
- 最優秀選手: ボブ・マカドゥー, バッファロー・ブレーブス
- ルーキー・オブ・ザ・イヤー, ジャマール・ウィルクス, ゴールデンステート・ウォリアーズ
- 最優秀コーチ賞: フィル・ジョンソン, カンザスシティ=オマハ・キングス

- All-NBA First Team:
  - ネイト・アーチボルド, カンザスシティ=オマハ・キングス
  - リック・バリー, ゴールデンステート・ウォリアーズ
  - エルヴィン・ヘイズ, ワシントン・ブレッツ
  - ウォルト・フレイジャー, ニューヨーク・ニックス
  - ボブ・マカドゥー, バッファロー・ブレーブス

- All-NBA Rookie Team:
  - スコット・ウェドマン, カンザスシティ=オマハ・キングス
  - トミー・バレーソン, シアトル・スーパーソニックス
  - ジャマール・ウィルクス, ゴールデンステート・ウォリアーズ
  - ブライアン・ウィンターズ, ロサンゼルス・レイカーズ
  - ジョン・ドリュー, アトランタ・ホークス

- NBA All-Defensive First Team:
  - ポール・サイラス, ボストン・セルティックス
  - ジョン・ハブリチェック, ボストン・セルティックス
  - カリーム・アブドゥル＝ジャバー, ミルウォーキー・バックス
  - ウォルト・フレイジャー, ニューヨーク・ニックス
  - ジェリー・スローン, シカゴ・ブルズ

### シーズン概要
- リーグ最激戦区だったミッドウエスト・デビジョンはミルウォーキー・バックスがトップの座から急落。カリーム・アブドゥル＝ジャバーが17試合欠場したこともあり、デビジョン最下位に沈んだ。バックスの没落によりようやくデビジョン覇者になったのがシカゴ・ブルズである。ジェリー・スローン、ノーム・ヴァン・ライアー、ボブ・ラブら好ディフェンダーを揃えたブルズは当時リーグ最小失点を誇るチームだった。
- シンシナティ・ロイヤルズ時代のカンザスシティ=オマハ・キングスはボブ・クージーHCと当時のエースだったオスカー・ロバートソンの間で軋轢が生じたため、長い低迷期に入っていた。その後1970年にロバートソンはバックスに移籍、この年のドラフトで獲得したネイト・アーチボルドを中心としたチーム造りを行い、カンザスシティに本拠地を移して2年目のこのシーズンには8シーズンぶりにプレーオフに進出、新ヘッドコーチであるフィル・ジョンソンは最優秀コーチ賞に選ばれた。しかしキングスのアーチボルド体制は長続きせず、翌シーズンからはまたプレーオフを逃すようになり、アーチボルドも1976年にはキングスを離れた。
- シアトル・スーパーソニックスは創部8年目にして初めてプレーオフに進出した。かつてのエース、レニー・ウィルケンズはすでにチームを去っていたが、1971年にガードのフレッド・ブラウンが加入、センターのスペンサー・ヘイウッドと共にチームを率いるようになった。前季からはビル・ラッセルがヘッドコーチとして采配を振っている。
- バッファロー・ブレーブス（現ロサンゼルス・クリッパーズ）は2008年現在もチーム最多記録である49勝を記録。その歴史の多くを弱小チームとして過ごしているブレーブスにとってこの時期は黄金期に当たり、MVPと得点王に輝いたボブ・マカドゥーは、ブレーブス（クリッパーズ）史上最高のスター選手だった。
- ルディ・トムジャノビッチ、カルヴィン・マーフィー率いるヒューストン・ロケッツは6シーズンぶりにプレーオフに進出。
- シカゴ・ブルズ所属のネイト・サーモンドは10月18日のアトランタ・ホークス戦で22得点14リバウンド13アシスト12ブロックを記録。これが現在確認できるNBA初のクアドルプル・ダブル達成記録である。

## プレーオフ・ファイナル
チーム数が18チームに増えたことによりプレーオフ出場枠は8から10に増加され、そのためプレーオフのトーナメント方式も変更された。1回戦は第4シードと第5シードの2チームのみで戦い、その勝者がカンファレンス準決勝で第1シードと戦う。勝者はカンファレンス決勝に進み、カンファレンス準決勝のもう一方のブロックである第2シード対第3シードの勝者とファイナル進出を掛けて争う。
|  | 1回戦              | 1回戦      | 1回戦          |            |   | カンファレンス準決勝 | カンファレンス準決勝 | カンファレンス準決勝 |  |   | カンファレンス決勝 | カンファレンス決勝 | カンファレンス決勝 |   |  | ファイナル | ファイナル | ファイナル |
|  |                    |            |                |            |   |                      |                      |                      |  |   |                    |                    |                    |   |  |            |            |            |
|  |                    |            |                |            |   |                      |                      |                      |  |   |                    |                    |                    |   |  |            |            |            |
|  |                    | 1          | ウォリアーズ   | 4          |   |                      |                      |                      |  |   |                    |                    |                    |   |  |            |            |            |
|  |                    |            |                | 4          |   |                      |                      |                      |  |   |                    |                    |                    |   |  |            |            |            |
|  |                    |            | 4              | ソニックス | 2 |                      |                      |                      |  |   |                    |                    |                    |   |  |            |            |            |
|  | 4                  | ソニックス | 4              | ソニックス | 2 | 2                    |                      |                      |  |   |                    |                    |                    |   |  |            |            |            |
|  | 4                  | ソニックス |                |            |   | 2                    |                      |                      |  |   |                    |                    |                    |   |  |            |            |            |
|  | 5                  | ピストンズ | 1              |            |   |                      |                      |                      |  |   |                    |                    |                    |   |  |            |            |            |
|  | 5                  | ピストンズ | 1              |            |   |                      |                      |                      |  | 1 | ウォリアーズ       | 4                  |                    |   |  |            |            |            |
|  | Western Conference |            |                |            |   |                      |                      |                      |  | 1 | ウォリアーズ       | 4                  |                    |   |  |            |            |            |
|  |                    | 2          | シカゴ         | 3          |   |                      |                      |                      |  |   |                    |                    |                    |   |  |            |            |            |
|  |                    | 2          | シカゴ         | 3          |   |                      |                      |                      |  |   |                    |                    |                    |   |  |            |            |            |
|  |                    |            |                |            |   |                      |                      |                      |  |   |                    |                    |                    |   |  |            |            |            |
|  |                    |            |                |            |   |                      |                      |                      |  |   |                    |                    |                    |   |  |            |            |            |
|  |                    | 3          | キングス       | 2          |   |                      |                      |                      |  |   |                    |                    |                    |   |  |            |            |            |
|  |                    |            |                | 2          |   |                      |                      |                      |  |   |                    |                    |                    |   |  |            |            |            |
|  |                    |            | 2              | ブルズ     | 4 |                      |                      |                      |  |   |                    |                    |                    |   |  |            |            |            |
|  |                    |            | 2              | ブルズ     | 4 |                      |                      |                      |  |   |                    |                    |                    |   |  |            |            |            |
|  |                    |            |                |            |   |                      |                      |                      |  |   |                    |                    |                    |   |  |            |            |            |
|  |                    |            |                |            |   |                      |                      |                      |  |   |                    |                    |                    |   |  |            |            |            |
|  |                    |            |                |            |   |                      |                      |                      |  |   |                    | 1                  | ウォリアーズ       | 4 |  |            |            |            |
|  |                    |            |                |            |   |                      |                      |                      |  |   |                    |                    |                    |   |  |            |            |            |
|  |                    | 2          | ブレッツ       | 0          |   |                      |                      |                      |  |   |                    |                    |                    |   |  |            |            |            |
|  |                    | 2          | ブレッツ       | 0          |   |                      |                      |                      |  |   |                    |                    |                    |   |  |            |            |            |
|  |                    |            |                |            |   |                      |                      |                      |  |   |                    |                    |                    |   |  |            |            |            |
|  |                    |            |                |            |   |                      |                      |                      |  |   |                    |                    |                    |   |  |            |            |            |
|  |                    | 1          | セルティックス | 4          |   |                      |                      |                      |  |   |                    |                    |                    |   |  |            |            |            |
|  |                    |            |                | 4          |   |                      |                      |                      |  |   |                    |                    |                    |   |  |            |            |            |
|  |                    |            | 4              | ロケッツ   | 1 |                      |                      |                      |  |   |                    |                    |                    |   |  |            |            |            |
|  | 4                  | ロケッツ   | 4              | ロケッツ   | 1 | 2                    |                      |                      |  |   |                    |                    |                    |   |  |            |            |            |
|  | 4                  | ロケッツ   |                |            |   | 2                    |                      |                      |  |   |                    |                    |                    |   |  |            |            |            |
|  | 5                  | ニックス   | 1              |            |   |                      |                      |                      |  |   |                    |                    |                    |   |  |            |            |            |
|  | 5                  | ニックス   | 1              |            |   |                      |                      |                      |  | 1 | セルティックス     | 2                  |                    |   |  |            |            |            |
|  | Eastern Conference |            |                |            |   |                      |                      |                      |  | 1 | セルティックス     | 2                  |                    |   |  |            |            |            |
|  |                    | 2          | ブレッツ       | 4          |   |                      |                      |                      |  |   |                    |                    |                    |   |  |            |            |            |
|  |                    | 2          | ブレッツ       | 4          |   |                      |                      |                      |  |   |                    |                    |                    |   |  |            |            |            |
|  |                    |            |                |            |   |                      |                      |                      |  |   |                    |                    |                    |   |  |            |            |            |
|  |                    |            |                |            |   |                      |                      |                      |  |   |                    |                    |                    |   |  |            |            |            |
|  |                    | 3          | ブレーブス     | 3          |   |                      |                      |                      |  |   |                    |                    |                    |   |  |            |            |            |
|  |                    |            |                | 3          |   |                      |                      |                      |  |   |                    |                    |                    |   |  |            |            |            |
|  |                    |            | 2              | ブレッツ   | 4 |                      |                      |                      |  |   |                    |                    |                    |   |  |            |            |            |
|  |                    |            | 2              | ブレッツ   | 4 |                      |                      |                      |  |   |                    |                    |                    |   |  |            |            |            |
|  |                    |            |                |            |   |                      |                      |                      |  |   |                    |                    |                    |   |  |            |            |            |

ゴールデンステート・ウォリアーズ 4-0 ワシントン・ブレッツ　（ファイナル）
- 第1戦 ウォリアーズ 101-95 ブレッツ ＠ワシントンD.C.
- 第2戦 ウォリアーズ 92-91 ブレッツ ＠サンフランシスコ
- 第3戦 ウォリアーズ 109-101 ブレッツ ＠サンフランシスコ
- 第4戦 ウォリアーズ 96-95 ブレッツ 95 ＠ワシントンD.C.
- ファイナルMVP：リック・バリー

### 予想外の結末
1960年代前半のゴールデンステート・ウォリアーズ（当時はフィラデルフィア・ウォリアーズ）は稀代のセンターウィルト・チェンバレンに率いられ、リーグ有数の強豪チームとしてボストン・セルティックスと覇を競った。1965年にチェンバレンが去って以降はネイト・サーモンドがチェンバレンに代わるエースセンターとしてチームの中心を担い、1967年にはファイナルに進出（チェンバレン率いるフィラデルフィア・76ersに敗れる）、以後も中堅チームとしての地位を守り続けたが、リーグはミルウォーキー・バックスなどの新興チームが幅を利かせるようになり、ウォリアーズは上位争いからは程遠い位置に居た。
シーズン前、ウォリアーズは決断を下した。すでに30歳を過ぎ、成績が下降し始めたネイト・サーモンドをシカゴ・ブルズにトレードに出したのである。トレード内容はウォリアーズのサーモンドに対し、ブルズからはセンターのクリフォード・レイと将来のドラフト1巡目指名権、現金50万ドルだった。チームのスターを出してまでウォリアーズが欲したのは決してクリフォード・レイではなく、あくまで現金だった。つまりウォリアーズはチームの再建に入ったのであり、このトレードに周囲はウォリアーズのプレーオフ出場はないだろうと予想していた。しかしウォリアーズはチームにとっても予想外の健闘を見せ、1972年からウォリアーズに加わったリック・バリー、新人王を獲得したジャマール・ウィルクスらが中心を担い、またクリフォード・レイもトレード時の予想を上回る貢献を見せ、48勝を記録してデビジョン優勝を果たした。
この年のプレーオフは60勝を達成したボストン・セルティックスとワシントン・ブレッツのイースタン2強に注目が集まった。ウエスタンには50勝以上達成したチームはおらず、そのためセルティックス対ブレッツのイースタン・カンファレンス決勝は、事実上のファイナルと言われた。シリーズは4勝2敗でエルヴィン・ヘイズ、ウェス・アンセルドらを擁するワシントン・ブレッツが勝利し、4年ぶりにファイナルに進出した。一方のウエストからはカンファレンス決勝でシカゴ・ブルズを第7戦の末に破ったゴールデンステート・ウォリアーズが勝ちあがってきた。ブレッツはK.C.ジョーンズ、ウォリアーズはアル・アットルスがそれぞれヘッドコーチを務めており、このファイナルはアメリカメジャースポーツ史上初の黒人ヘッドコーチ同士の対決となった。
レギュラーシーズン60勝対48勝のチーム同士の対決であるため、ファイナルの行方は明らかであるように思えた。しかしファイナルは意外な所から横槍が入った。ウォリアーズのホームアリーナであるオークランドアリーナがファイナル期間中に使用できず、試合はサンフランシスコのカウ・パレスで開催されることになった。ブレッツのメンバーはこのカウ・パレスで一度もプレイしたことがなく、そしてウォリアーズのエース、リック・バリーにとってはサンフランシスコ・ウォリアーズ時代からの相性の良い場所だった。さらに通常のファイナルは2-2-1-1-1フォーマットで行われるが、スケジュールの都合上第1戦をブレッツのホームコートで行う1-2-2-1-1フォーマットに変更された。このフォーマットはファイナルを自らのホームコートで始めたいブレッツの希望で決められたのだが、第2戦、第3戦を続けて敵地ウォリアーズのホームコートで戦うことがブレッツにとっては仇となった。ブレッツはレギュラーシーズンの成績で遥かに下回るウォリアーズに、まさかの4戦全敗のスイープ負けを喫するのである。
ブレッツの誤算は大事な第1戦を落としたことにあった。シカゴ・ブルズとのカンファレンス決勝を第7戦まで戦い、疲労困憊にあるはずのウォリアーズは前半で14点のリードを奪った。ブレッツは後半に懸命な巻き返しを見せたが、レギュラーシーズンの平均出場時間が15分に満たないフィル・スミスが31分の出場で20得点を記録する活躍などで、101-95でウォリアーズが勝利した。初戦を躓いたブレッツは、建て直しの機会を与えられないまま敵地サンフランシスコでの2連戦へと突入するのである。
カウ・パレスでの第2戦ではリック・バリーが36得点を記録して92-91でウォリアーズが2連勝を飾る。さらに第3戦でもバリーは38得点を記録し、ウォリアーズはあっという間の3連勝で優勝に王手を掛けてしまった。ウォリアーズの快進撃を支えるのはここまで平均35得点のリック・バリーの活躍のほかに、ジャマール・ウィルクスのウェス・アンセルドに対する好ディフェンスもあった。スモールフォワードであるウィルクスはセンターのアンセルドをこの3試合で計29得点に抑えていた。さらにブレッツを圧倒したのがウォリアーズのベンチ陣であった。この3試合でブレッツのベンチ総得点53得点に対し、ウォリアーズは115得点だった。
後が無くなったブレッツは長く辛いロード2連戦を終えて、ようやくホームのワシントンD.C.に戻った。巻き返しを図りたいブレッツは第4戦の序盤に14点のリードを奪うことに成功した。そしてブレッツのK.C.ジョーンズHCはリック・バリーを止めるべくマイク・リオーダンに徹底マークを命じた。リオーダンは非常に激しいディフェンスでバリーに当たった。そしてリオーダンは第1Qの中盤にドライブしたバリーに後ろから激しいファウルを犯した。すでに多くのストレスを溜めていたバリーはリオーダンを押し返した。一気に緊迫したコート上の2人の間に割って入ったのは、ウォリアーズのアル・アットルスHCだった。あろうことかアットルスはバリーを宥めるどころか、自らリオーダンに食って掛かったのである。当然アットルスは退場を言い渡されたが、しかしアットルスの行為でリック・バリーの退場という最悪の事態は避けられた。アットルスが故意に騒ぎを起こしたかは定かではないが、その後ウォリアーズはバリーの活躍で逆転を果たし、バリーは大ブーイングが鳴り響くアリーナの中で最後のフリースローを決め、96-95でウォリアーズが勝利し、19年ぶり3度目の優勝を決めた。ファイナルMVPにはリック・バリーが選ばれた。

## ラストシーズン
- レニー・ウィルケンズ　（1960-75） ラストシーズンはポートランド・トレイルブレイザーズで1シーズンだけプレイした。選手時代からコーチ職を兼任しており、引退後は各チームのコーチ職を歴任。プレイヤーとコーチ両方で殿堂入りを果たしている。
- ウォルト・ベラミー　（1961-74）　ラストシーズンにニューオーリンズ・ジャズに移籍したが、僅か1試合出場したのみで引退した。
- チェット・ウォーカー　（1962-75）　キャリア前半はウィルト・チェンバレン時代のフィラデルフィア・76ersで優勝を果たし、後半はシカゴ・ブルズでプレイしてその隆盛に貢献したが、彼の引退後にブルズは低迷期に入ってしまう。
- ゼルモ・ビーティ　（1962-75） 1960年代のセントルイス・ホークスをレニー・ウィルケンズと共に支えた。1970年にはABAのユタ・スターズに移籍し、4シーズンNBAから離れるがこのシーズンにロサンゼルス・レイカーズに移籍した。
- ハッピー・ハーストン　（1964-75）　1971-72シーズン、ロサンゼルス・レイカーズの33連勝戦士の一人。
- ボブ・ルール　（1967-75）